# 알바카 SC
알바카 클럽(아랍어: نادي البقعة)은 암만을 연고로 하는 요르단의 축구단이다. 

## 역대 감독
| 감독            | 임기 |
| --------------- | ---- |
| 니자르 마흐루스 | 2004 |